# 栎草亭
栎草亭（英語：Quercetagetin）是一种天然的黄酮类化合物，最早提取自谷精草属（学名：Eriocaulon）植物。有栎草亭-6-O-β-D-吡喃葡萄糖苷发现于万寿菊属（学名：Tagetes）的植物。